# 3553 Mera
A 3553 Mera (ideiglenes jelöléssel 1985 JA) egy földközeli kisbolygó. Carolyn Shoemaker fedezte fel 1985. május 14-én.